# 雅各布斯音乐学院
印第安纳大学雅各布斯音乐学院（或译作雅各布音乐学院）位于印第安纳大学布卢明顿分校，是一所成立于1921年的音乐学院。2005年之前被称为印第安纳大学音乐学院。该学院有1,500多名学生，其中约一半是本科生，是全国音乐学院协会认可的所有音乐学院中招生人数第二多的学院。
雅各布斯音乐学院不仅在音乐演奏领域在全美居于榜首，而且还在音乐研究领域——包括音乐理论、音乐学、民族音乐学及音乐教育学等方向——也享有极高声誉。北美三大音乐研究学会中的其中两个——音乐理论学会（SMT）和民族音乐学学会（SEM）——的总部皆坐落于雅各布斯音乐学院。其音乐理论校刊——印第安纳理论评论（Indiana Theory Review）——也是音乐理论界重要的学术期刊之一。

## 校友
- 葉詠詩，中國及香港女指揮家
- 约夏·贝尔，美國小提琴家、葛萊美獎得主
- 奇雲·格連，奧斯卡和托尼獎得主
- 約翰·克萊頓，美國大貝斯手、葛萊美獎得主
- 邁克·布萊克（英语：Michael Brecker），美國爵士薩克斯風手與作曲家
- 皮特·厄斯金（英语：Peter Erskine），爵士鼓手與作曲家
- 西爾維亞·麥克奈爾（英语：Sylvia McNair），美國女高音歌唱家、葛萊美獎得主